# رزدر (گنبکی)
رزدر، روستایی در دهستان زیارت بخش مرکزی شهرستان گنبکی در استان کرمان ایران است.

## جمعیت
بر پایه سرشماری عمومی نفوس و مسکن در سال ۱۳۹۵، جمعیت این روستا برابر با ۱۲۳ نفر (۳۸ خانوار) بوده است.